# Penium
Penium, rod parožina smješten u vlastitu porodicu Peniaceae, dio reda Desmidiales. Postoji 42 priznata vrsta

## Vrste
1. Penium amplificatum (M.Schmidt) Van Westen & Coesel
2. Penium asperum Petkoﬀ
3. Penium barbaricum Claassen
4. Penium berginii Archer
5. Penium bisporum W.B.Turner
6. Penium blandum Raciborski
7. Penium brefeldii Istvànffi [Istvanfy]
8. Penium brevicylindricum Kozłowski
9. Penium conspersum Wittrock C
10. Penium costatum Hodgetts
11. Penium cylindraceum Kurt Förster
12. Penium cylindrus Brébisson ex Ralfs
13. Penium delicatulum Joshua
14. Penium diadematum Reinsch
15. Penium exiguum West
16. Penium gonatozygiforme Claassen
17. Penium heimerlianum Schmidle
18. Penium incrassatum Maskell
19. Penium jenneri Cholnoky
20. Penium lewisii W.B.Turner
21. Penium libellula (Focke ex Nordstedt) Nordstedt
22. Penium margaritaceum Brébisson - tipična
23. Penium mesianum Claassen
24. Penium multicostatum Scott & Grönblad
25. Penium navigium W.B.Turner
26. Penium poeltianum Kurt Förster
27. Penium polymorphum (Perty) Perty
28. Penium pseudocostatum Suxena & Venkateswarlu
29. Penium pseudorufescens Claassen
30. Penium rotundum W.B.Turner
31. Penium rupestre (Kützing) Rabenhorst
32. Penium simplex W.B.Turner
33. Penium spinulosum (Wolle) Gerrath
34. Penium spiroplastidium Prescott
35. Penium spirostriolatiforme West & G.S.West
36. Penium spirostriolatum J.Barker
37. Penium subcucurbitinum Claassen
38. Penium sublamellosum W.B.Turner
39. Penium subrufescens Borge
40. Penium subspirostriolatiforme Grönblad
41. Penium substriatum M.Hirano
42. Penium thwaitesii Ralfs